# سميرة الشرباتي
بديعة عثمان عبد الغني الشَّرباتي تعرف عمومًا بـ سميرة الشرباتي (1943 - 12 نوفمبر 2024) شاعرة فلسطينية، ولدت في مدينة الخليل ونشأت بها، أتمت دراستها الابتدائية والثانوية فيها، ثم حصلت على دبلوم اللغة الإنجليزية ثم بكالوريوس الأدب العربي من جامعة بيروت العربية، فعملت مدرّستًا حتى عام 1986، حيث أقالتها السلطات الإسرائيلية، وقد عادت إلى العمل في مديرية التربية والتعليم في ظل الدولة الفلسطينية المؤسسة في 1988. هي عضو اتحاد الكتاب الفلسطينيين منذ تأسيسه. لها عدة دواوين ومسرحيتان شعريتان للأطفال مأخوذتان عن الحكايات الشعبية الفلسطينية وثالثة مستوحاه من إعلان الاستقلال.

## سيرتها
هي بديعة بنت عثمان بن عبد الغني بن خالد بن عبد الرحيم بن أحمد بن خالد الشرباتي عرفت باسم سميرة. ولدت في مدينة الخليل سنة 1943 م/ 1372 هـ ونشأت بها. تلقت تعليمها الابتدائية والثانوية فيها. حصلت على دبلوم اللغة الإنجليزية ثم بكالوريوس الأدب العربي من جامعة بيروت العربية. عمل في التدريس حتى عام 1986، أجبرها السلطة الإسرائيلية على التقاعد القسري، ثم أعيدت إلى العمل في مديرية التربية والتعليم في الخليل قسم الأنشطة عام 1988.

هي عضو اتحاد الكتاب الفلسطينيين منذ 1984 وجمعية العنقاء الثقافية في الخليل.

## حياتها الشخصية
أخوها شارك في معركة الكرامة 1968 وقتل أثناءها ويعتبر شهيدًا.

## جوائزها وتكريمها
- 1995: جائزة الإبداع النسوي.
- 1998 بالمرتبة الأولى في المسرح من وزارة الثقافة الفلسطينية.
- 24 أغسطس 2015: كرمتها وزارة الثقافة الفلسطينية تقديرا لدورها المميز ومساهماتها الإبداعية في مجال حفظ الثقافة الفلسطينية والدفاع عن الهوية الوطنية.[8][9]

## مؤلفاتها
من دواوينها الشعرية:
- قصائد تبحث عن رفيق مسافر، 1976
- كلمات للزمن الآتي، 1977
- عرس زيد، عرس زينب، 2000

من مسرحياتها الشعرية:
- أدونيس الرافض للغربة، 1991
- أحلام كفر الشمس، 1999
- زوبعة
- جبينة، بدور، فوة جبين عروس الدولة